# 大阪市立伝法小学校
大阪市立伝法小学校（おおさかしりつ でんぽうしょうがっこう）は、大阪府大阪市此花区伝法3丁目にある公立小学校。

## 概要
明治時代初期に当時の西成郡北伝法村（町村制施行で伝法村→伝法町）に開設された学校を起源とする。太平洋戦争の戦災に伴って、高見・酉島の2小学校を統合したが、のちに両校は再開校している。
学童保育の源流の一つとなる、放課後に共働き家庭の児童の指導をおこなう「仲よし教室」を、近畿地区では初めて校内に設置した学校でもある。「仲よし教室」は1965年6月に校内の一角に設置されたが、校舎増築用地の確保のために1971年に廃止されている。

## 沿革
明治時代初期の学制発布に伴い、当時の西成郡北伝法村に1873年3月8日、第三大学区大阪府管内第三中学区第五小区第二小学校として開校した。当初は北伝法村・南伝法村・申村（3村は町村制施行により合併し伝法村）など計7村を校区とし、北伝法村・西念寺（現在の此花区伝法5丁目7番）に仮校舎を設置した。
1877年には西念寺が火災被害にあったため、北伝法村・安楽寺（現在の此花区伝法5丁目5番地）に一時移転したのち、1877年11月には北伝法村151番屋敷（現在の此花区伝法5丁目6番地。敷地は後年にイカリソース工場となったのち、現在はグラウンド）に移転した。
1887年には西成郡伝法尋常小学校となり、1888年には伝法簡易小学校となった。1892年には再び伝法尋常小学校に改編され、1898年には高等科を併設して西成郡伝法尋常高等小学校と称した。
明治時代中期までは隣接する西成郡福村（現在の西淀川区福町）と学校組合を作り、福村在住の児童も伝法小学校に通学していた。しかし新淀川が開削されたことに伴い、福村と伝法村は新淀川で隔てられた。そのため福村の児童は伝法小学校への通学が困難となり、1899年5月8日に福村独自の学校として西成郡福尋常小学校（現在の大阪市立福小学校）が開校した。福小学校の開校に伴い、伝法小学校は福村を校区から分離し、伝法村単独の学校となった。
伝法町（1903年町制施行）は地域の発展により人口が増加し、それに伴い児童数も増加した。従来の校舎が手狭になったため、1923年10月に元鋳鋼所跡の現在地に移転している。
伝法町は1925年に大阪市に編入した（1925年西淀川区、1943年此花区に編入）。編入に伴い大阪市伝法尋常高等小学校に改称している。
1941年には国民学校令により、大阪市伝法国民学校と称した。太平洋戦争の戦局悪化により、1944年6月15日には池田市池田国民学校（現在の池田市立池田小学校）に集団避難を実施し、また1944年9月から終戦後の1945年10月まで学童集団疎開を実施することになった。伝法国民学校では愛媛県宇摩郡川之江町・三島町（川之江町はのち川之江市、三島町はのち伊予三島市。いずれも現在の四国中央市）などへの疎開が実施された。
1945年の大阪大空襲では、地域に大きな被害を受けた。終戦直後の1945年8月から1946年まで、校舎を焼失した淀之水高等女学校（現在の昇陽高等学校）が一時仮校舎として伝法国民学校の校舎を借用した。また近隣の高見国民学校・酉島国民学校は戦災被害により休校となり、1946年に伝法国民学校に統合されている。
1947年には学制改革により、大阪市立伝法小学校となった。1950年9月3日のジェーン台風では、校舎が床上浸水の被害を受け、また校区の被害も大きかったため、被災後10日間臨時休校している。
戦災からの地域復興により、1956年には旧高見国民学校跡に高見分校を開設した。高見分校は2年後の1958年、大阪市立高見小学校として独立・再開した。また大阪市立酉島小学校は1960年、3年生以下の児童で再開している。
1965年には校内に、留守家庭児童を対象にした「仲よし教室」を設置した。大阪府における学童保育の歴史については、保護者の共同運営や福祉法人による運営など複数の源流を見いだせるが、行政による事業としては大阪府および近畿地区で初めてとなる。「仲よし教室」は1971年に閉鎖されている。

### 年表
- 1873年3月8日 - 第三大学区大阪府管内第三中学区第五小区第二小学校として開校。
- 1877年 - 北伝法村151番に移転。
- 1887年 - 西成郡伝法尋常小学校に改称。
- 1898年 - 高等科を設置、西成郡伝法尋常高等小学校に改称。
- 1899年5月8日 - 西成郡福尋常小学校（現在の大阪市立福小学校）を分離。
- 1923年 - 現在地に移転。
- 1925年4月1日 - 伝法町が大阪市に編入したことに伴い、大阪市伝法尋常高等小学校に改称。
- 1934年 - 室戸台風で校舎被災。
- 1941年 - 国民学校令により、大阪市伝法国民学校に改称。
- 1946年4月1日 - 戦災被災のため、高見・酉島の2小学校を合併。
- 1947年4月1日 - 学制改革により、大阪市立伝法小学校に改称。
- 1955年4月 - 養護学級を開設。
- 1956年4月 - 高見分校を開設（高見小学校を復興）。
- 1958年4月 - 高見分校が大阪市立高見小学校として独立・再開校。
- 1960年 - 大阪市立酉島小学校が復興・再開校。2-3年生を同校に移籍。
- 1964年11月 - 大阪市教育委員会から、養護教育の研究校に指定される。
- 1965年6月 - 大阪市教育委員会指定の不在家庭児童指導事業「仲よし教室」を設置。
- 1972年 - 講堂・屋上プール竣工。
- 1998年 - パソコン室設置。
- 2006年 - エレベーター設置。

## 文化財
- 日本鋳鋼所跡：日本鋳鋼所（後の住友鋳鋼場）の煉瓦塀の一部が現存。石碑に「日本鋳鋼所が明治32年（1899年）官営八幡製鉄所に先立ち日本最初の本格的な製鋼所として大阪の財界人によりこの地に創設された」との銘文あり。大阪市が建立。山崎久太郎らが日本で最初の民間平炉を創設した。

## 通学区域
- 大阪市此花区[1]
  - 伝法1-6丁目、高見2丁目（7番9号・12番3～7号・21号の一部）

卒業生は大阪市立此花中学校へ進学する。

## 交通
- 阪神なんば線 伝法駅 北東へすぐ。